# Xã West Perry, Quận Snyder, Pennsylvania
Xã West Perry (tiếng Anh: West Perry Township) là một xã thuộc quận Snyder, tiểu bang Pennsylvania, Hoa Kỳ. Năm 2010, dân số của xã này là 1.071 người.